# Pavel Selingr
Pavel Selingr (* 15. června 1978, Opava) je bývalý český hokejový útočník. Obvykle hrál na pozici pravého křídla. Svou kariéru začínal v dresu Slezanu Opava, který toho času hrál Extraligu. Posléze působil i v dalších moravských klubech – HC Zlín, HC Třinec, HC Vsetín, HC Vítkovice a HC Znojemští Orli. V roce 2009 přestoupil do Komety Brno, do konce sezóny 2013/2014 hrál za HC Olomouc a po roční pauze se vrátil do rodné Opavy, kde odehrál dvě sezóny za druholigový Slezan.

## Hráčská kariéra
- 1996/97 HC Zlín (E)
- 1997/98 HC Slezan Opava (E)
- 1998/99 HC Slezan Opava (E)
- 1999/00 HC Slezan Opava (1. liga)

HC Třinec (E)
- 2000/01 HC Vítkovice (E)
- 2001/02 HC Vítkovice (E)
- 2002/03 HC Vítkovice (E)
- 2003/04 HC Slezan Opava (1. liga), HC Vsetín (E)
- 2004/05 HC Vsetín (E)
- 2005/06 HC Znojemští Orli (E), HC Energie Karlovy Vary (E)
- 2006/07 HC Znojemští Orli (E)
- 2007/08 HC Znojemští Orli (E)
- 2008/09 HC Znojemští Orli (E)
- 2009/10 HC Kometa Brno (E), HC Vítkovice (E), KLH Chomutov
- 2010/2011 KLH Chomutov
- 2011/2012 HC Olomouc
- 2012/2013 HC Olomouc
- 2013/2014 HC Olomouc
- 2015/2016 HC Slezan Opava
- 2016/2017 HC Slezan Opava

- Celkem v Extralize: 607 zápasů, 89 gólů, 98 přihrávek, 187 bodů a 393 trestných minut. (ke konci sezony 2008/2009).[2]